# Реактейбл

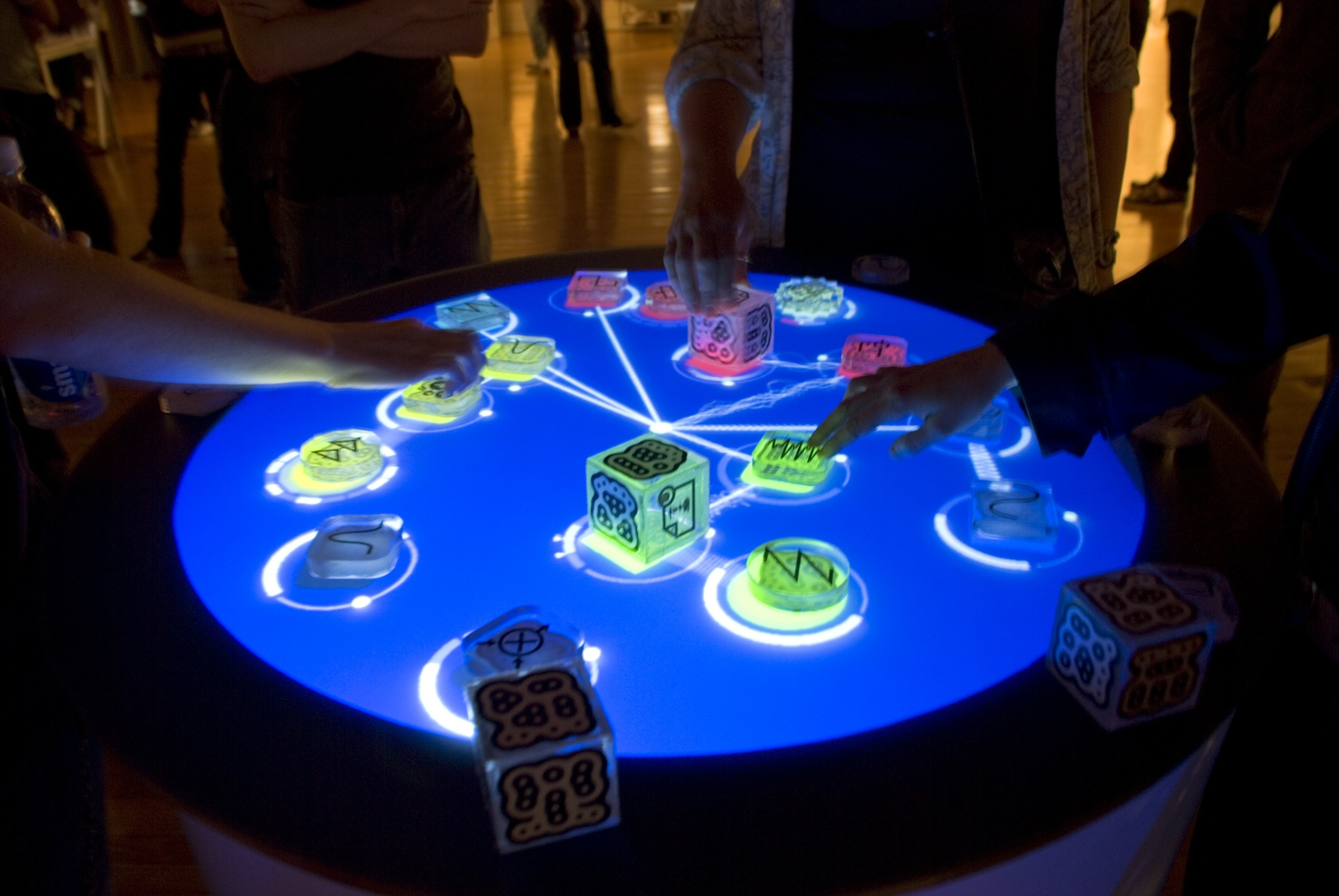
Реактейбл

Реактейбл (англ. reacTable) — электроакустический электронный музыкальный инструмент, созданный группой европейских разработчиков из института аудиовизуальных технологий Университета Помпеу Фабры. Использует материальный интерфейс пользователя с применением технологии мультитач (позволяющей сенсорному дисплею распознавать сразу несколько одновременных нажатий).
Выполнен как подсвеченная снизу сенсорная поверхность, реагирующая на прикосновения и перемещения; поверхность достаточно большая, поэтому играть на инструменте могут одновременно несколько человек. Исполнение музыки на инструменте требует точной координации движений.
Инструмент находится в активной разработке и не производится серийно. Широкой публике впервые был представлен на американском фестивале «Коачелла» в выступлении певицы Бьорк, представлявшей альбом Utopia.